# Далай-лама XIII
Тхубтен Г'яцо (тиб. ཐུབ་བསྟན་རྒྱ་མཚོ་, вайлі: Thub Bstan Rgya Mtsho; 12 лютого 1876 — 17 грудня 1933) — тринадцятий Далай-лама, духовний і світський глава Тибету в 1895-1933 роках.

## Біографія
Далай-лама XIII народився 27 травня 1876 року у селищі Дагпо, на південному сході області Уй. У 1877 році він був виявлений як можливий перероджений свого попередника. Церемонія витягування жереба із золотої урни не проводилася. У 1878 році Панчен-лама і вищі лами лхаських монастирів визнали хлопчика новим Далай-ламою, і 31 липня 1879 року він був зведений на трон в Лхасі.
У 1895 році після зіткнення з регентом Демо-хутухти Далай-ламі XIII вдалося взяти владу в свої руки. Регент і його брати були арештовані, їхнє майно відібрано в казну. Незабаром колишній регент був задушений у в'язниці (за іншими даними — раптово помер в монастирі, де знаходився «під домашнім арештом»).

### Британське вторгнення
У XIX ст до кордонів Тибету поступово наближалися володіння Британської Індії. Англо-сіккімський договір 1861 року встановив фактичний британський протекторат над Сіккімом. У 1865 році після збройних зіткнень з англійцями, Бутан був змушений підписати договір з англійською владою і передати їм частину своєї території на півдні. Тибет також входив у сферу інтересів Британії. Також Тибетом цікавилась і Російська імперія. Імператор Микола II у 1895 році відправив у Лхасу кілька послів із бурят зокрема ламу Агвана Доржієва. Активність Росії в Тибеті розцінювалася англійцями як шкода британським інтересам. Лондон спробував через Пекін організувати прямі англо-тибетські переговори. Але переговори не принесли результатів.
6 листопада 1903 загін англійських військ під командуванням генерала Макдональда і Френсіса Янгхазбенда отримав наказ віце-короля Індії лорда Керзона про просування в Тибет. Офіційно в Лхасу прямувалась англійська місія на чолі з Янгхазбендом, для того щоб вимагати від Тибету виконання умов вже укладених угод і провести з Тибетом нові переговори. 4 серпня 1904 року англійські війська увійшли в Лхасу. Шлях від кордону до столиці Тибету склав близько 600 км і тривав більш семи з половиною місяців. У 16 боях і сутичках проявилась повна військова перевага англійців над Тибетом. Далай-лама XIII відмовився вести переговори з англійцями, покинув столицю Тибету і виїхав в Цінхай і далі в Монголію. 7 вересня 1904 року була підписана Лхаська конвенція. За умовами лхаської конвенції уряд Тибету зобов'язувався визнати кордон між Сіккімом і Тибетом, встановлений англо-китайською конвенцією 1890 року, відкрити ринки для торгівлі в Г'янці Гартоку і Ятуні, не обкладати не узгодженими взаємно митами англо-індійські товари. Тибет повинен був виплатити контрибуцію в 500 тис фунтів стерлінгів у відшкодування всіх збитків, понесених британською місією під час походу в Лхасу. До закінчення виплати контрибуції англійці залишали свої війська в долині Чумбі. Більш того, англійська влада могла продовжувати окупацію цього району Тибету і пізніше, до тих пір, поки відкриті за договором ринки в трьох містах не стануть функціонувати протягом трьох років.

### Далай-лама в Монголії і Пекіні
Як вже говорилося, Далай-лама втік з Лхаси в Цінхай і далі у столицю Монголії Ургу. Там він вів переговори з Росією про допомогу. Але це не дало результатів через небажання Росії погіршувати відносини з імперією Цін, зближення з Великою Британією, поразку в російсько-японській війні і подальшої відмови Росії від активної присутності в регіоні. Восени 1907 році Далай-лама переїхав в Кукунор, а у вересні 1908 році на запрошення цінського імператора, прибув до Пекіна. Там відбулася аудієнція в імператора Гуансюя і у імператриці Ци Сі, що мала реальну владу. Прийом в Пекіні не сприяв встановленню добрих відносин між Далай-ламою XIII і цінською владою. Незабаром Далай-лама повернувся в Кукунор і зробив своєю резиденцією монастир Кумбум.

### Повернення в Тибет та втеча в Індію
в грудні 1909 року в Лхасу повернувся Далай-лама. Але вже 13 січня 1910 року він знову покинув столицю Тибету і в супроводі понад 100 осіб (свита, охорона, слуги) вночі таємно втік до Індії. Цінський амбань Лянь Юй спішно організував погоню, наказавши принести йому голову Далай-лами. 300 китайських вершників вже наздоганяли втікачів біля переправи Чхаксам через річку Цанпо, але були тут затримані на два дні тибетським загоном. Коли караван Далай-лами зупинився біля кордону в Ятуні, переслідувачі знову наздогнали втікачів, але не змогли перешкодити Далай-ламі перейти індійський кордон. Почалася друга еміграція духовного лідера Тибету.
25 лютого 1910 року наказом цінського імператора Далай-лама знову був «усунутий зі своєї посади», а наміснику в Лхасі було наказано організувати обрання його наступника. Одночасно китайці запросили Панчен-ламу IX, Гелека Намг'яла (1883—1937), приїхати в Лхасу. Панчен-лама прийняв запрошення. У 1911 року він приїхав до столиці Тибету, зупинився спочатку в храмі Джокан, потім в Норбулінці і став виконувати деякі функції Далай-лами. Однак він відхилив пропозицію китайців стати регентом Тибету.
Далай-лама перебував в Індії близько двох років. Плани Далай-лами про поїздку з Індії в Європу не здійснилися.

### Повернення у Лхасу
Революція 1911—1913 роках в Китаї, проголошення Китайської Республіки, а в грудні 1911 році незалежності Монголії, зречення Цінської династії в лютому 1912 року, великі зміни в самому Тибеті спонукали Далай-ламу XIII повернутися в Лхасу. 24 червня 1912 року Далай-лама виїхав з Індії в Тибет. В кінці липня він зупинився за 7 км від Лхаси, підтримуючи постійні контакти зі своїми прихильниками в столиці Тибету.
Починаючи з 8 лютого і до 19 червня в Лхасі йшли бої з китайцями. Нарешті, 19 червня 1912 року за посередництва непальського резидента в Лхасі було досягнуто згоди. Китайські солдати повинні були передати зброю і спорядження тибетцям. Китайцям дозволялося покинути Тибет південним шляхом через Індію; їм обіцяли надати транспорт і продовольство. У Лхасі міг залишатися китайський резидент, але його охорона обмежувалася 20 озброєними людьми.
23 січня 1913 року Далай-лама повернувся до палацу Потала у статусі загальновизнаного лідера Тибету. Повернувшись в Лхасу, Далай-лама XIII щедро нагородив тих, хто сприяв його поверненню. Уряд Далай-лами XIII функціонував як реальна влада всередині Тибету. Однак протягом усього періоду 10-40-х років XX ст Тибет не був визнаний жодною державою і жодною міжнародною організацією як суверенна держава.

### Внутрішня політика
Взявши в свої руки владу в Тибеті, уряд Далай-лами XIII спробував зробити деякі кроки для поліпшення становища в країні. У 1914 році в Лхасі стали карбувати мідні гроші на додаток до золотих і срібних монет. Були надруковані перші паперові гроші вартістю в 5, 10, 15, 25 і 50 тис транка. Однак постійний і незбалансований випуск паперових грошей незабаром привів до інфляції. Якщо в 1910 році одна транка коштувала 6 пенсів, то в 1920 році — 2 1/2 пенса. У ці роки інтенсивно карбували і нові монети із золота й срібла. Були випущені перші тибетські марки. Уряд послав до Калькутти двох тибетців для вивчення технології друкування грошей. Чотири тибетці вирушили вчитися в Англію гірничої справи, електротехніки, військовій справі і роботі на телеграфі. Тибетських студентів супроводжував під час їх навчання аристократ з родини Лхалу Луншар, який після повернення в Тибет став секретарем фінансового департаменту, а згодом — головою військового департаменту. Була зроблена спроба відправити тибетців для навчання в Росію, Німеччину та США, але вона зазнала невдачі.
Велика увага приділялася створенню нової тибетської армії. У 1916 році Тибет направив кілька солдатів та офіцерів в Індію для навчання стрільбі з гармат і кулеметів. Британські та індійські офіцери з охорони торгового агентства в Г'янці навчали військовій справі 50 тибетців. Три російських військових інструктори з числа бурятів таємно (вони говорили по-тибетські і носили тибетський одяг) служили в тибетській армії. У Лхасі починаючи з 1913 року працював військовим радником японець Ясухіро Ядзіма. У тому ж, 1913 році Далай-лама призначив головнокомандувачем свого фаворита Царона (власне ім'я Дасаєв Деюл, роки життя 1886—1959), вихідця з незнатних кіл, не пов'язаного з монастирською елітою і лхаською знаттю. В кінцевому рахунку вдалося створити регулярну армію чисельністю близько 5 тис осіб. Нова армія стала реальною силою для зміцнення центральної влади.
Починаючи з 1914 року уряд почав стягувати податки на сіль, шкури і шерсть, а потім ввів подушний податок по дві транки з людини. Почали стягувати 10 %-ве мито на чай, ввезений з Китаю. Тибет намагався зробити перші кроки назустріч сучасній цивілізації, але ці кроки були ще явно недостатні.

### Останні роки правління
Незважаючи на вимушену відмову від деяких нововведень, Далай-лама XIII жодним чином не відмовився від політики зміцнення своєї влади і проведення ряду організаційних заходів. Була впорядкована транспортна повинність (ула), обмежені відсотки по позиках. Далай-лама заборонив ламам вживання вина, тютюну, опіуму, азартні ігри. Він зобов'язав чиновників носити традиційний тибетський одяг.
В останні роки свого правління Далай-лама XIII не скликав Національну асамблею. Всі справи вирішувалися на зустрічах з окремими калона, а частіше — на зустрічах з лідерами самого Далай-лами.
Далай-лама XIII помер 17 грудня 1933 року. Після його смерті близько півроку в колах лхаської еліти йшла боротьба за владу, яка одночасно була боротьбою за вибір напрямку політики.